# Chiyo Rokuhana
Chiyo Rokuhana (jap. 六花 チヨ, Rokuhana Chiyo; * 25. August) ist eine japanische Manga-Zeichnerin.
Sie arbeitet für das Manga-Magazin Kiss für erwachsene Frauen (Josei). Die erste Reihe I.S. erschien von 2003 bis 2009 und wurde in 17 Sammelbänden zusammengefasst und behandelt das Leben intersexueller Menschen. Für dieses Werk gewann Rokuhana 2007  den Kōdansha-Manga-Preis. Anschließend startete sie im Magazin die Reihe Red Point (レッドポイント, Reddo Pointo), zu der bisher (Stand: Mai 2012) ein Sammelband erschien.